# Max Le Verrier

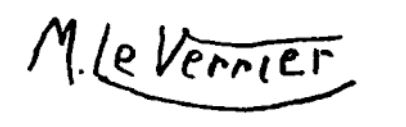
Signatur Max Le Verrier

Louis Octave Maxime Le Verrier, kurz Max Le Verrier (* 29. Januar 1891 in Neuilly-sur-Seine, Frankreich; † 6. Juni 1973 in Paris, Frankreich) war ein französischer Bildhauer. Er verwendete auch den Künstlernamen Artus.

## Leben
Le Verrier war der Sohn eines Pariser Goldschmieds und Juweliers; seine Mutter kam aus Belgien. Seine Eltern trennten sich, als er sieben Jahre alt war. Er besuchte mehrere Internate, darunter die École des Roches in Verneuil-sur-Avre.
Gegen Max’ Willen sandte ihn sein Vater zum Studium der Landwirtschaft nach Saint-Sever und La Réole. Im Alter von 16 Jahren kehrte er nach Paris zurück und nahm Gelegenheitsarbeiten an, um die Arbeit in der Landwirtschaft zu umgehen. 1909 verließ er Frankreich und zog für kurze Zeit nach London, wo er es ihm schwer fiel, Arbeit zu finden.
Le Verrier arbeitete in einer Flugschule in Rendon, wo er zunächst Flugzeuge wartete und dann 1913 seinen Pilotenschein machte. Im Ersten Weltkrieg kam er ab Februar 1915 in einem französischen Bombergeschwader zum Einsatz. Am 25. Mai 1915 wurde er in einem Luftkampf von einem deutschen Kampfflugzeug abgeschossen. Als vermisst eingestuft, erhielt er die französische Militärmedaille und das Croix de guerre 1914–1918. Während seiner Kriegsgefangenschaft in Münster wurde der Unteroffizier nicht zur Arbeit angehalten. Er erbat sich Werkzeuge und Modelliermasse und begann mit der Bildhauerei. Le Verrier befreundete sich mit anderen Künstlern des Lagers und porträtierte einige seiner Mitgefangenen. 1917 wurde er im Zuge eines Gefangenenaustauschs in der Schweiz interniert. An der École des Beaux-Arts in Genf studierte er zusammen mit Marcel Bouraine und Pierre Le Faguays, die zeitlebens Freunde blieben und häufig zusammenarbeiteten.
Nach dem Krieg kehrte Le Verrier nach Paris zurück, wo er 1921 Jeanne Hubrecht heiratete, mit der er zwei Söhne hatte. In den frühen 1920er Jahren erbte er eine kleine Gießerei, in der er bald kleine Skulpturen und dekorative Objekte wie Lampen, Aschenbecher, Buchstützen und Kühlerfiguren im Stil des Art déco herstellte. Neben seinen eigenen Skulpturen goss er für die Künstler Pierre Le Faguay, Marcel Bouraine, André Vincent Becquerel und Jules Edmont Masson. Er arbeitete meist mit Bronze, Elfenbein, Zink, Terracotta und Keramik. Le Verrier zeigte seine Arbeiten auf den Salons der Société des artistes décorateurs, in der er ein gewähltes Mitglied war. Auf der Ausstellung Exposition internationale des Arts Décoratifs et industriels modernes von 1925 gewann er eine Goldmedaille. Er stellte auch auf der Weltfachausstellung Paris 1937 aus. Während der Zeit des Art déco wurden besonders seine Frauenfiguren – wie seine Arbeit Clarte – bekannt, die sich durch ihre biegsamen athletischen Körper in perfekter Symmetrie auszeichneten. Zu Le Verriers Arbeiten gehörten auch Tierskulpturen wie Pelikane, Störche, Eichhörnchen, Schimpansen, Pferde, Löwen oder Schwarze Panther.
Während des Zweiten Weltkriegs diente Le Verriers Haus als Toter Briefkasten für die Résistance. Er wurde von der Miliz des mit dem nationalsozialistischen Deutschen Reich kollaborierenden Vichy-Regimes für vier Tage in Kellern festgehalten und den deutschen Besatzern übergeben, die ihn letztlich wieder laufen ließen. Ein paar Tage später kehrte die Miliz zurück, jedoch konnte Le Verrier durch eine verborgene Tür fliehen. Mit falschen Papieren suchte er zuerst Unterschlupf bei einem Freund in Paris, um sich dann zu seinem Haus im Département Gers in Südfrankreich durchzuschlagen, wo seine Frau und seine Kinder bereits auf ihn warteten.
Im September 1944 kehrte Le Verrier nach Paris zurück, wo er seine Wohnung und seine Werkstatt geplündert vorfand. Zum Ende des Krieges konnte er seine Werkstatt wiedereröffnen. Neben einer Reihe von kleinen Tierskulpturen mit Vögeln, Nashörnern, Eseln, Ziegen, Bären und Seelöwen sowie der Skulpturengruppe Don Quichotte und Sancho Pansa goss Le Verrier Artikel des täglichen Lebens wie Aschenbecher, Büroartikel oder Souvenirs. Er arbeitete in seinem Pariser Atelier bis zu seinem Tod 1973. Max Le Verrier wurde auf dem Friedhof von Fontenay-lès-Briis nahe seinem Freund Pierre Le Faguays zur letzten Ruhe gelegt.

## Werke (Auswahl)
|                                                                                            |                                                                                    | | |
| Kühlerfiguren - Envole - Sadi - Femme au voile - Plein gaz - Eola - Isa - Faune à la flûte | Sportfiguren - Appel - Embuscade - Archer - Belluaire - Icare - Gloire - Vainqueur | Tänzerfiguren - Lueur - Grâce - Tourbillon - Danseuse aux boules - Amazone au javelot - Bayadère - Atalante | Tierfiguren - Baghera - Singe à la lanterne - Chimère - Marabout - Chanson d'amour - Soif du désert - Vautour |

## Ausstellungen
Für Le Verriers Arbeit Clarte standen gleich drei Frauen Modell; eine für den Kopf, eine für die Brust und eine für die Beine. Nach seinem Tod wurde sie gezeigt auf den Ausstellungen:
- „Lumières“ im Centre Georges-Pompidou, Paris 1985.
- „Made in France“ im Warenhaus Harrods, London 1987.
- „De Main De Maître“ im Grand Palais, Paris 1987.
- Hôtel Martinez, Cannes 2000.
- Zwei Ausgaben stehen heute im Hôtel Lutetia, Paris.